# Prémios Screen Actors Guild 2024
Os Prémios Screen Actors Guild 2024 (no original em inglês 30th Screen Actors Guild Awards) foi o 30.º evento promovido pelo sindicato americano SAG-AFTRA em que foram premiados os melhores atores e atrizes e também elencos em cinema e televisão de 2023. Pela primeira vez, a cerimônia foi transmitida ao vivo pela Netflix, a partir das 20h EST / 17h PST. Os indicados foram anunciados em 10 de janeiro de 2024, por Kumail Nanjiani e Issa Rae em live do Instagram dos perfis oficiais do SAG Awards e da Netflix. O evento foi produzido pela primeira vez pela Silent House Productions, com Alex Rudzinski atuando como diretor da cerimônia.
Antes dos anúncios de nomeações, a Entertainment Weekly e o Screen Actors Guild co-organizaram a celebração inaugural da temporada do SAG Awards, apresentada pelo City National Bank, em 14 de dezembro de 2023, em Los Angeles.
A cerimônia de entrega dos prêmios foi realizada em 24 de fevereiro de 2024 no Shrine Auditorium and Expo Hall, em Los Angeles, e transmitida ao vivo pela Netflix.

## PrémioScreen Actors Guild Life Achievement
- Barbra Streisand foi anunciada em 15 dezembro de 2023 como homenageada com este prêmio de carreira.[6][7][8]

## Vencedores e nomeados

### Cinema
| Melhor Ator principal - Cillian Murphy – Oppenheimer como Robert Oppenheimer - Bradley Cooper – Maestro como Leonard Bernstein - Colman Domingo – Rustin como Bayard Rustin - Paul Giamatti – The Holdovers como Paul Hunham - Jeffrey Wright – American Fiction como Thelonious "Monk" Ellison | Melhor Atriz principal - Lily Gladstone – Killers of the Flower Moon como Mollie Burkhart - Emma Stone – Poor Things como Bella Baxter - Annette Bening – Nyad como Diana Nyad - Carey Mulligan – Maestro como Felicia Montealegre - Margot Robbie – Barbie como Barbie           |
| Melhor Ator secundário - Robert Downey Jr. – Oppenheimer como Lewis Strauss - Sterling K. Brown – American Fiction como Clifford "Cliff" Ellison - Willem Dafoe – Poor Things como Dr. Godwin Baxter - Robert De Niro – Killers of the Flower Moon como William King Hale - Ryan Gosling – Barbie como Ken | Melhor Atriz secundária - Da'Vine Joy Randolph – The Holdovers como Mary Lamb - Emily Blunt – Oppenheimer como Katherine "Kitty" Oppenheimer - Danielle Brooks – The Color Purple como Sofia - Penélope Cruz – Ferrari como Laura Ferrari - Jodie Foster – Nyad como Bonnie Stoll |
| Melhor Elenco - Oppenheimer – Casey Affleck, Emily Blunt, Kenneth Branagh, Matt Damon, Robert Downey Jr., Josh Hartnett, Rami Malek, Cillian Murphy e Florence Pugh - American Fiction – Erika Alexander, Adam Brody, Sterling K. Brown, Keith David, John Ortiz, Issa Rae, Tracee Ellis Ross, Leslie Uggams e Jeffrey Wright - Barbie – Michael Cera, Will Ferrell, America Ferrera, Ryan Gosling, Ariana Greenblatt, Kate McKinnon, Helen Mirren, Rhea Perlman, Issa Rae e Margot Robbie - The Color Purple – Halle Bailey, Fantasia Barrino, Jon Batiste, Danielle Brooks, Ciara, Colman Domingo, Aunjanue Ellis-Taylor, Louis Gossett Jr., Corey Hawkins, Taraji P. Henson, Phylicia Pearl Mpasi e Gabriella Wilson "H.E.R." - Killers of the Flower Moon – Tantoo Cardinal, Robert De Niro, Leonardo DiCaprio, Brendan Fraser, Lily Gladstone, John Lithgow e Jesse Plemons | |
| Melhor Elenco de Duplos/Dublês - Mission: Impossible – Dead Reckoning Part One - Barbie - Guardians of the Galaxy Vol. 3 - Indiana Jones and the Dial of Destiny - John Wick: Chapter 4 | |

### Televisão
| Melhor Ator em minissérie ou filme para televisão - Steven Yeun – Beef (Netflix) como Daniel "Danny" Cho - Matt Bomer – Fellow Travelers (Showtime) como Hawkins "Hawk" Fuller - Jon Hamm – Fargo (FX) como Xerife Roy Tillman - David Oyelowo – Lawmen: Bass Reeves (Paramount+) como Bass Reeves - Tony Shalhoub – Mr. Monk's Last Case: A Monk Movie (Peacock) como Adrian Monk | Melhor Atriz em minissérie ou filme para televisão - Ali Wong – Beef (Netflix) como Amy Lau - Uzo Aduba – Painkiller (Netflix) como Edie Flowers - Kathryn Hahn – Tiny Beautiful Things (Hulu) como Clare Pierce - Brie Larson – Lessons in Chemistry (Apple TV+) como Elizabeth Zott - Bel Powley – A Small Light (Nat Geo) como Miep Gies                                                 |
| Melhor Ator em série dramática - Pedro Pascal – The Last of Us (HBO) como Joel - Brian Cox – Succession (HBO) como Logan Roy - Billy Crudup – The Morning Show (Apple TV+) como Cory Ellison - Kieran Culkin – Succession (HBO) como Roman Roy - Matthew Macfadyen – Succession (HBO) como Tom Wambsgans | Melhor Atriz em série dramática - Elizabeth Debicki – The Crown (Netflix) como Diana, Princess of Wales - Jennifer Aniston – The Morning Show (Apple TV+) como Alexandra "Alex" Levy - Bella Ramsey – The Last of Us (HBO) como Ellie - Keri Russell – The Diplomat (Netflix) como Katherine "Kate" Wyler - Sarah Snook – Succession (HBO) como Siobhan "Shiv" Roy                          |
| Melhor Ator em série de comédia - Jeremy Allen White – The Bear (FX / Hulu) como Carmen "Carmy" Berzatto - Brett Goldstein – Ted Lasso (Apple TV+) como Roy Kent - Bill Hader – Barry (HBO) como Barry Berkman - Ebon Moss-Bachrach – The Bear (FX / Hulu) como Richard "Richie" Jerimovich - Jason Sudeikis – Ted Lasso (Apple TV+) como Ted Lasso | Melhor Atriz em série de comédia - Ayo Edebiri – The Bear (FX / Hulu) como Sydney Adamu - Alex Borstein – The Marvelous Mrs. Maisel (Prime Video) como Susie Myerson - Rachel Brosnahan – The Marvelous Mrs. Maisel (Prime Video) como Miriam "Midge" Maisel - Quinta Brunson – Abbott Elementary (ABC) como Janine Teagues - Hannah Waddingham – Ted Lasso (Apple TV+) como Rebecca Welton |
| Melhor Elenco em série dramática - Succession (HBO) – Nicholas Braun, Juliana Canfield, Brian Cox, Kieran Culkin, Dagmara Domińczyk, Peter Friedman, Justine Lupe, Matthew Macfadyen, Arian Moayed, Scott Nicholson, David Rasche, Alan Ruck, Alexander Skarsgård, J. Smith-Cameron, Sarah Snook, Fisher Stevens, Jeremy Strong e Zoë Winters - The Crown (Netflix) – Khalid Abdalla, Sebastian Blunt, Bertie Carvel, Salim Daw, Elizabeth Debicki, Luther Ford, Claudia Harrison, Lesley Manville, Ed McVey, James Murray, Jonathan Pryce, Imelda Staunton, Marcia Warren, Dominic West e Olivia Williams - The Gilded Age (HBO) – Ben Ahlers, Ashlie Atkinson, Christine Baranski, Denée Benton, Nicole Brydon Bloom, Michael Cerveris, Carrie Coon, Kelley Curran, Taissa Farmiga, David Furr, Jack Gilpin, Ward Horton, Louisa Jacobson, Simon Jones, Sullivan Jones, Celia Keenan-Bolger, Nathan Lane, Matilda Lawler, Robert Sean Leonard, Audra McDonald, Debra Monk, Donna Murphy, Kristine Nielsen, Cynthia Nixon, Kelli O'Hara, Patrick Page, Harry Richardson, Taylor Richardson, Blake Ritson, Jeremy Shamos, Douglas Sills, Morgan Spector, John Douglas Thompson e Erin Wilhelmi - The Last of Us (HBO) – Pedro Pascal e Bella Ramsey - The Morning Show (Apple TV+) – Jennifer Aniston, Nicole Beharie, Shari Belafonte, Nestor Carbonell, Billy Crudup, Mark Duplass, Jon Hamm, Theo Iyer, Hannah Leder, Greta Lee, Julianna Margulies, Tig Notaro, Karen Pittman e Reese Witherspoon | |
| Melhor Elenco em série de comédia - The Bear (FX / Hulu) – Lionel Boyce, Jose Cervantes Jr., Liza Colón-Zayas, Ayo Edebiri, Abby Elliott, Richard Esteras, Edwin Lee Gibson, Molly Gordon, Corey Hendrix, Matty Matheson, Ebon Moss-Bachrach, Oliver Platt e Jeremy Allen White - Abbott Elementary (ABC) – Quinta Brunson, William Stanford Davis, Janelle James, Chris Perfetti, Sheryl Lee Ralph, Lisa Ann Walter e Tyler James Williams - Barry (HBO) – Anthony Carrigan, Sarah Goldberg, Zachary Golinger, Bill Hader, Andre Hyland, Fred Melamed, Charles Parnell, Stephen Root, Tobie Windham, Henry Winkler e Robert Wisdom - Only Murders in the Building (Hulu) – Gerald Caesar, Michael Cyril Creighton, Linda Emond, Selena Gomez, Allison Guinn, Steve Martin, Ashley Park, Don Darryl Rivera, Paul Rudd, Jeremy Shamos, Martin Short, Meryl Streep, Wesley Taylor, Jason Veasey e Jesse Williams - Ted Lasso (Apple TV+) – Annette Badland, Kola Bokinni, Edyta Budnik, Adam Colborne, Phil Dunster, Cristo Fernández, Kevin "KG" Garry, Brett Goldstein, Billy Harris, Anthony Head, Brendan Hunt, Toheeb Jimoh, James Lance, Nick Mohammed, Jason Sudeikis, Jeremy Swift, Juno Temple, Hannah Waddingham, Bronson Webb e Katy Wix | |
| Melhor Elenco de Duplos/Dublês - The Last of Us (HBO) - Ahsoka (Disney+) - Barry (HBO) - Beef (Netflix) - The Mandalorian (Disney+) | |